# Trissopathes tristicha
Trissopathes tristicha is een Antipathariasoort uit de familie van de Cladopathidae. De wetenschappelijke naam van de soort is voor het eerst geldig gepubliceerd in 1914 door van Pesch.